# Pterogramma substriata
Pterogramma substriata är en tvåvingeart som först beskrevs av Oswald Duda 1925.  Pterogramma substriata ingår i släktet Pterogramma och familjen hoppflugor. Inga underarter finns listade i Catalogue of Life.